# Listă de filme științifico-fantastice din anii 1970
Aceasta este o listă de filme științifico-fantastice notabile din anii 1970.

## Listă de filme
| 1970 • 1971 • 1972 • 1973 • 1974 • 1975 • 1976 • 1977 • 1978 • 1979 |                                  |                                                                                             |                                                                                    |                                                |
| 1970                                                                |                                  |                                                                                             |                                                                                    |                                                |
| Titlu                                                               | Regizor                          | Distribuție                                                                                 | Țara                                                                               | Sub-Gen /Note                                  |
| Beneath the Planet of the Apes                                      | Ted Post                         | James Franciscus, Kim Hunter, Maurice Evans                                                 | Statele Unite ale Americii                                                         |                                                |
| Cleopatra                                                           | Osamu Tezuka, Eiichi Yamamoto    |                                                                                             | Japonia                                                                            | film de animație.                              |
| Colossus: The Forbin Project                                        | Joseph Sargent                   | Eric Braeden, Susan Clark, Gordon Pinsent, William Schallert                                | Statele Unite ale Americii                                                         | [ nb 1 ]                                       |
| Crimes of the Future                                                | David Cronenberg                 | Ronald Mlodzik, Jon Lidolt, Tania Zolty, Jack Messinger                                     | Canada                                                                             |                                                |
| Gamera vs. Jiger                                                    | Noriyaki Yuasa                   | Tsutomu Takakuwa, Kelly Varis                                                               | Japonia                                                                            |                                                |
| Horror of the Blood Monsters                                        | Al Adamson                       | John Carradine, Robert Dix, Vicki Volante                                                   | Statele Unite ale Americii                                                         | [ 1 ]                                          |
| I Killed Einstein, Gentlemen                                        | Oldřich Lipský                   | Jiří Sovák, Jana Brejchová                                                                  | Cehoslovacia                                                                       | titlu în cehă: Zabil jsem Einsteina, pánové.   |
| The Mind of Mr. Soames                                              | Alan Cooke                       | Terence Stamp, Robert Vaughn, Nigel Davenport                                               | Regatul Unit al Marii Britanii și al Irlandei de Nord                              | [ 3 ]                                          |
| No Blade of Grass                                                   | Cornel Wilde                     | Nigel Davenport, Jean Wallace                                                               | Regatul Unit al Marii Britanii și al Irlandei de Nord                              | [ 4 ]                                          |
| On the Comet                                                        | Karel Zeman                      | Emil Horváth, Magda Vášáryová                                                               | Cehoslovacia                                                                       | titlu în cehă: Na kometě.                      |
| Scream and Scream Again                                             | Gordon Hessler                   | Vincent Price, Christopher Lee, Alfred Marks, Peter Cushing                                 | Regatul Unit al Marii Britanii și al Irlandei de Nord                              | [ 6 ]                                          |
| Signals - A Space Adventure                                         | Gottfried Kolditz                | Piotr Pawłowski, Yevgeniy Zharikov, Gojko Mitić                                             | Germania de Est · Polonia                                                          | titlu german: Signale - Ein Weltraumabenteuer. |
| Skullduggery                                                        | Gordon Douglas                   | Burt Reynolds, Susan Clark, Edward Fox                                                      | Statele Unite ale Americii                                                         |                                                |
| Space Amoeba                                                        | Ishirō Honda                     | Chotaro Togin, Shinichi Takashi, Sachio Sakai                                               | Japonia                                                                            | Alt titlu: Yog, Monster from Space             |
| Toomorrow                                                           | Val Guest                        | Olivia Newton-John, Benny Thomas, Vic Cooper                                                | Regatul Unit al Marii Britanii și al Irlandei de Nord                              | [ 8 ]                                          |
| Trog                                                                | Freddie Francis                  | Joan Crawford, Michael Gough                                                                | Regatul Unit al Marii Britanii și al Irlandei de Nord                              | [ 9 ]                                          |
| 1971                                                                |                                  |                                                                                             |                                                                                    |                                                |
| Germenul Andromeda                                                  | Robert Wise                      | Arthur Hill, David Wayne, James Olson, Kate Reid                                            | Statele Unite ale Americii                                                         |                                                |
| Portocala mecanică                                                  | Stanley Kubrick                  | Malcolm McDowell, Patrick Magee, Michael Bates                                              | Regatul Unit al Marii Britanii și al Irlandei de Nord                              | [ nb 2 ]                                       |
| Evadare din planeta maimuțelor                                      | Don Taylor                       | Roddy McDowall, Kim Hunter, Bradford Dillman                                                | Statele Unite ale Americii                                                         |                                                |
| Gamera vs. Zigra                                                    | Noriyaki Yuasa                   | Koji Fujiyama, Daigo Inoue                                                                  | Japonia                                                                            |                                                |
| Gas-s-s-s                                                           | Roger Corman                     | Robert Corff, Elaine Giftos, George Armitage                                                | Statele Unite ale Americii                                                         |                                                |
| Glen and Randa                                                      | Jim McBride                      | Steven Curry, Shelley Plimpton                                                              | Statele Unite ale Americii                                                         | [ 10 ]                                         |
| Godzilla vs. Hedorah                                                | Yoshimitsu Banno                 | Toshie Kimura, Akira Yamauchi, Hiroyuki Kawase                                              | Japonia                                                                            |                                                |
| Octaman                                                             | Harry Essex                      | Pier Angeli, Kerwin Mathews, Jeff Morrow                                                    | Statele Unite ale Americii                                                         | [ 11 ]                                         |
| Omul Omega                                                          | Boris Sagal                      | Charlton Heston, Anthony Zerbe, Rosalind Cash                                               | Statele Unite ale Americii                                                         |                                                |
| Quest for Love                                                      | Ralph Thomas                     | Joan Collins, Tom Bell, Denholm Elliot                                                      | Regatul Unit al Marii Britanii și al Irlandei de Nord                              | [ 12 ]                                         |
| The Resurrection of Zachary Wheeler                                 | Robert Wynn                      | Leslie Nielsen, Bradford Dillman, James Daly                                                | Statele Unite ale Americii                                                         | [ 13 ]                                         |
| THX 1138                                                            | George Lucas                     | Robert Duvall, Donald Pleasence, Don Pedro Colley                                           | Statele Unite ale Americii                                                         |                                                |
| 1972                                                                |                                  |                                                                                             |                                                                                    |                                                |
| Titlu                                                               | Regizor                          | Distribuție                                                                                 | Țara                                                                               | Sub-Gen /Note                                  |
| Beware! The Blob                                                    | Larry Hagman                     | Richard Stahl, Godfrey Cambridge                                                            | Statele Unite ale Americii                                                         |                                                |
| Conquest of the Planet of the Apes                                  | J. Lee Thompson                  | Roddy McDowall, Don Murray, Ricardo Montalban                                               | Statele Unite ale Americii                                                         |                                                |
| Eolomea                                                             | Herrmann Zschoche                | Cox Habbema, Iwan Andonow, Wsewolod Sanajew                                                 | Germania de Est                                                                    | [ 14 ]                                         |
| Godzilla vs. Gigan                                                  | Jun Fukuda                       | Yuriko Hishimi, Tomoko Umeda, Hiroshi Ishikawa                                              | Japonia                                                                            |                                                |
| The Happiness Cage                                                  | Bernard Girard                   | Christopher Walken, Joss Ackland, Ralph Meeker                                              | Statele Unite ale Americii                                                         | [ 15 ] [ 16 ]                                  |
| Now You See Him, Now You Don't                                      | Robert Butler                    | Kurt Russell, Cesar Romero, Joe Flynn, Jim Backus, William Windom                           | Statele Unite ale Americii                                                         |                                                |
| Silent Running                                                      | Douglas Trumbull                 | Bruce Dern, Cliff Potts, Ron Rifkin                                                         | Statele Unite ale Americii                                                         |                                                |
| Slaughterhouse Five                                                 | George Roy Hill                  | Michael Sacks, Ron Leibman, Eugene Roche                                                    | Statele Unite ale Americii                                                         | [ nb 3 ]                                       |
| Solaris                                                             | Andrei Tarkovsky                 | Natalya Bondarchuk, Jüri Järvet, Donatas Banionis                                           | Uniunea Republicilor Sovietice Socialiste                                          | [ nb 4 ]                                       |
| The Thing with Two Heads                                            | Lee Frost                        | Rosey Grier, Ray Milland, Don Marshall                                                      | Statele Unite ale Americii                                                         |                                                |
| Z.P.G.                                                              | Michael I. Campus                | Sheila Reid, Aubrey Woods, Oliver Reed                                                      | Statele Unite ale Americii                                                         | [ 17 ]                                         |
| 1973                                                                |                                  |                                                                                             |                                                                                    |                                                |
| Titlu                                                               | Regizor                          | Distribuție                                                                                 | Țara                                                                               | Sub-Gen /Note                                  |
| Battle for the Planet of the Apes                                   | J. Lee Thompson                  | Roddy McDowall, Claude Akins, Natalie Trundy, Severn Darden                                 | Statele Unite ale Americii                                                         |                                                |
| The Day of the Dolphin                                              | Mike Nichols                     | George C. Scott, Trish Van Devere, Paul Sorvino                                             | Statele Unite ale Americii                                                         |                                                |
| Fantastic Planet                                                    | René Laloux                      |                                                                                             | Franța · Cehoslovacia                                                              | Film de animație                               |
| The Final Programme                                                 | Robert Fuest                     | Jon Finch, Jenny Runacre, Patrick Magee                                                     | Regatul Unit al Marii Britanii și al Irlandei de Nord                              |                                                |
| Godzilla vs. Megalon                                                | Jun Fukuda                       | Katsuhiko Sasaki, Hiroyuki Kawase, Yutaka Hayashi                                           | Japonia · Statele Unite ale Americii                                               |                                                |
| Idaho Transfer                                                      | Peter Fonda                      | Keith Carradine                                                                             | Statele Unite ale Americii                                                         |                                                |
| Invasion of the Bee Girls                                           | Denis Sanders                    | William Smith, Claudia Jennings, Andre Philippe                                             | Statele Unite ale Americii                                                         |                                                |
| Sleeper                                                             | Woody Allen                      | Woody Allen, Diane Keaton, John Beck                                                        | Statele Unite ale Americii                                                         | [ nb 5 ]                                       |
| Soylent Green                                                       | Richard Fleischer                | Charlton Heston, Edward G. Robinson, Leigh Taylor-Young, Chuck Connors, Brock Peters        | Statele Unite ale Americii                                                         | [ nb 6 ]                                       |
| Westworld                                                           | Michael Crichton                 | Yul Brynner, Richard Benjamin, James Brolin                                                 | Statele Unite ale Americii                                                         |                                                |
| Who?                                                                | Jack Gold                        | Elliott Gould, Trevor Howard, Joseph Bova                                                   | Regatul Unit al Marii Britanii și al Irlandei de Nord · Germania de Vest           | [ 18 ] [ 19 ]                                  |
| 1974                                                                |                                  |                                                                                             |                                                                                    |                                                |
| Titlu                                                               | Regizor                          | Distribuție                                                                                 | Țara                                                                               | Sub-Gen /Note                                  |
| Dark Star                                                           | John Carpenter                   | Brian Narelle, Andreijah Pahich, Carl Duniholm                                              | Statele Unite ale Americii                                                         | [ nb 7 ]                                       |
| Godzilla vs. Mechagodzilla                                          | Jun Fukuda                       | Masaaki Daimon, Kazuya Aoyama, Reiko Tajima                                                 | Japonia                                                                            |                                                |
| Flesh Gordon                                                        | Michael Benveniste, Howard Ziehm | Jason Williams, Suzanne Fields, Joseph Hudgins                                              | Statele Unite ale Americii                                                         |                                                |
| Footprints on the Moon                                              | Luigi Bazzoni, Mario Fanelli     | Florinda Bolkan, Klaus Kinski                                                               | Italia                                                                             |                                                |
| The Island at the Top of the World                                  | Robert Stevenson                 | David Hartman, Donald Sinden, Jacques Marin, Mako, David Gwillim, Agneta Eckemyr            | Statele Unite ale Americii                                                         |                                                |
| Last Days of Planet Earth                                           | Shiro Moritani                   | Tetsuro Tamba, Kenju Kobiashi                                                               | Japonia                                                                            | [ 20 ]                                         |
| The Mutations                                                       | Jack Cardiff                     | Donald Pleasence, Tom Baker, Brad Harris                                                    | Regatul Unit al Marii Britanii și al Irlandei de Nord                              | [ 21 ]                                         |
| Phase IV                                                            | Saul Bass                        | Nigel Davenport, Michael Murphy, Lynne Frederick                                            | Statele Unite ale Americii                                                         |                                                |
| Prophecies of Nostradamus                                           | Toshio Masuda                    | Tetsuro Tamba, Toshio Kurosawa, Kaoru Yumi                                                  | Japonia                                                                            |                                                |
| Space Is the Place                                                  | John Coney                       | Sun Ra                                                                                      | Statele Unite ale Americii                                                         |                                                |
| The Terminal Man                                                    | Mike Hodges                      | George Segal                                                                                | Statele Unite ale Americii                                                         |                                                |
| Zardoz                                                              | John Boorman                     | Sean Connery                                                                                | Regatul Unit al Marii Britanii și al Irlandei de Nord                              |                                                |
| 1975                                                                |                                  |                                                                                             |                                                                                    |                                                |
| Titlu                                                               | Regizor                          | Distribuție                                                                                 | Țara                                                                               | Sub-Gen /Note                                  |
| A Boy and his Dog (Un băiat și câinele său)                         | L.Q. Jones                       | Don Johnson, Susanne Benton, Tim McIntire                                                   | Statele Unite ale Americii                                                         | [ nb 8 ]                                       |
| Black Moon                                                          | Louis Malle                      | Cathryn Harrison, Therese Giehse, Alexandra Stewart                                         | Franța                                                                             |                                                |
| Bug                                                                 | Jeannot Szwarc                   | Bradford Dillman, Joanna Miles, Alan Fudge                                                  | Statele Unite ale Americii                                                         |                                                |
| The Charge (orig: A feladat)                                        | Gábor Várkonyi                   | Ádám Rajhona, Tamás Fodor, András Szigeti, Miklós Tolnay                                    | Ungaria                                                                            | titlu în engleză neoficial                     |
| Comedie fantastică                                                  | Ion Popescu-Gopo                 | Dem Rădulescu, George Mihăiță                                                               | România                                                                            |                                                |
| Death Race 2000                                                     | Paul Bartel                      | David Carradine, Simone Griffeth, Sylvester Stallone                                        | Statele Unite ale Americii                                                         |                                                |
| Elixirul tinereții                                                  | Gheorghe Naghi                   | Florin Piersic, Gheorghe Naghi                                                              | România                                                                            |                                                |
| Escape to Witch Mountain                                            | John Hough                       | Eddie Albert, Ray Milland, Donald Pleasence, Kim Richards, Ike Eisenmann                    | Statele Unite ale Americii                                                         |                                                |
| Futureworld                                                         | Richard T. Heffron               | Peter Fonda, Blythe Danner, Arthur Hill                                                     | Statele Unite ale Americii                                                         |                                                |
| The Land That Time Forgot                                           | Kevin Connor                     | Doug McClure, Keith Barron                                                                  | Regatul Unit al Marii Britanii și al Irlandei de Nord                              |                                                |
| The Noah                                                            | Daniel Bourla                    | Robert Strauss, Geoffrey Holder, Sally Kirkland                                             | Statele Unite ale Americii                                                         |                                                |
| The Rocky Horror Picture Show                                       | Jim Sharman                      | Tim Curry, Susan Sarandon, Barry Bostwick Richard O'Brien, Patricia Quinn                   | Regatul Unit al Marii Britanii și al Irlandei de Nord                              |                                                |
| Rollerball                                                          | Norman Jewison                   | James Caan, John Houseman, Maud Adams                                                       | Statele Unite ale Americii                                                         | [ nb 9 ]                                       |
| The Sexplorer                                                       | Derek Ford                       | Monika Ringwald, Andrew Grant                                                               | Statele Unite ale Americii                                                         | [ 22 ] [ 23 ]                                  |
| Shivers                                                             | David Cronenberg                 | Paul Hampton, Joe Silver, Lynn Lowry                                                        | Canada                                                                             |                                                |
| The Stepford Wives                                                  | Bryan Forbes                     | Katharine Ross, Paula Prentiss, Peter Masterson                                             | Statele Unite ale Americii                                                         |                                                |
| The Strongest Man in the World                                      | Vincent McEveety                 | Kurt Russell, Eve Arden, Joe Flynn, Cesar Romero, Phil Silvers                              | Statele Unite ale Americii                                                         |                                                |
| Terror of Mechagodzilla                                             | Ishirō Honda                     | Ikio Sawamura, Katsuhiko Sasaki                                                             | Japonia                                                                            |                                                |
| The Ultimate Warrior                                                | Robert Clouse                    | Wabei Slyolwe, William Smith                                                                | Statele Unite ale Americii                                                         |                                                |
| 1976                                                                |                                  |                                                                                             |                                                                                    |                                                |
| Titlu                                                               | Regizor                          | Distribuție                                                                                 | Țara                                                                               | Sub-Gen /Note                                  |
| Any Day Now                                                         | Roeland Kerbosch                 |                                                                                             | Țările de Jos                                                                      |                                                |
| At the Earth's Core                                                 | Kevin Connor                     | Doug McClure, Peter Cushing, Caroline Munro                                                 | Regatul Unit al Marii Britanii și al Irlandei de Nord                              |                                                |
| Embryo                                                              | Ralph Nelson                     | Rock Hudson, Barbara Carrera, Diane Ladd, Roddy McDowall                                    | Statele Unite ale Americii                                                         | [ 24 ]                                         |
| God Told Me To                                                      | Larry Cohen                      | Tony Lo Bianco                                                                              | Statele Unite ale Americii                                                         |                                                |
| In the Dust of the Stars                                            | Gottfried Kolditz                | Jana Brejchova, Alfred Struwe, Ekkehard Schall                                              | Germania de Est                                                                    | [ 25 ]                                         |
| Logan's Run                                                         | Michael Anderson                 | Michael York, Richard Jordan, Jenny Agutter                                                 | Statele Unite ale Americii                                                         | [ nb 10 ]                                      |
| The Man Who Fell to Earth                                           | Nicolas Roeg                     | David Bowie, Candy Clark, Rip Torn                                                          | Regatul Unit al Marii Britanii și al Irlandei de Nord                              | [ nb 11 ]                                      |
| The Rat Savior                                                      | Krsto Papić                      | Ivica Vidovic, Relja Basic                                                                  | Iugoslavia                                                                         | [ 26 ]                                         |
| The Super Inframan                                                  | Hua-Shan                         | Li Hsiu-hsien, Wang Hsieh, Lin Wen-wei                                                      | Hong Kong · Japonia                                                                | Film cu supereroi                              |
| 1977                                                                |                                  |                                                                                             |                                                                                    |                                                |
| Titlu                                                               | Regizor                          | Distribuție                                                                                 | Țara                                                                               | Sub-Gen /Note                                  |
| Close Encounters of the Third Kind                                  | Steven Spielberg                 | Richard Dreyfuss, François Truffaut, Teri Garr, Melinda Dillon                              | Statele Unite ale Americii                                                         | [ nb 12 ]                                      |
| Damnation Alley                                                     | Jack Smight                      | Jan-Michael Vincent, George Peppard, Dominique Sanda, Paul Winfield                         | Statele Unite ale Americii                                                         |                                                |
| Demon Seed                                                          | Donald Cammell                   | Julie Christie, Fritz Weaver, Gerrit Graham                                                 | Statele Unite ale Americii                                                         |                                                |
| Empire of the Ants                                                  | Bert I. Gordon                   | Joan Collins, Robert Lansing, John Carson                                                   | Statele Unite ale Americii                                                         |                                                |
| Hardware Wars                                                       | Ernie Fosselius                  | Frank Robertson, Scott Mathews, Jeff Hale, Cindy Furgatch                                   | Statele Unite ale Americii                                                         | Spoof short.                                   |
| The Incredible Melting Man                                          | William Sachs                    | Alex Rebar, Burr de Benning, Myron Healey                                                   | Statele Unite ale Americii                                                         |                                                |
| The Island of Dr. Moreau                                            | Don Taylor                       | Burt Lancaster, Michael York, Nigel Davenport, Barbara Carrera, Richard Basehart            | Statele Unite ale Americii                                                         |                                                |
| The People That Time Forgot                                         | Kevin Connor                     | Patrick Wayne, Doug McClure                                                                 | Regatul Unit al Marii Britanii și al Irlandei de Nord · Statele Unite ale Americii |                                                |
| Star Wars                                                           | George Lucas                     | Mark Hamill, Anthony Daniels, Carrie Fisher, Peter Cushing, Alec Guinness, James Earl Jones | Statele Unite ale Americii                                                         | [ nb 13 ]                                      |
| Starship Invasions                                                  | Ed Hunt                          | Robert Vaughn, Christopher Lee                                                              | Canada                                                                             |                                                |
| Tomorrow I'll Wake Up and Scald Myself with Tea                     | Jindřich Polák                   | Petr Kostka                                                                                 | Cehia                                                                              | Călătorie în timp, comedie                     |
| The War in Space                                                    | Jun Fukuda                       | Ryo Ikebe, Yuko Asano                                                                       | Japonia                                                                            |                                                |
| Welcome to Blood City                                               | Peter Sasdy                      | Jack Palance, Keir Dullea, Samantha Eggar, Barry Morse                                      | ,                                                                                  | [ 27 ]                                         |
| Wizards                                                             | Ralph Bakshi                     | Bob Holt, Jesse Welles, Richard Romanus, David Proval                                       | Statele Unite ale Americii                                                         | Film de animație                               |
| 1978                                                                |                                  |                                                                                             |                                                                                    |                                                |
| Titlu                                                               | Regizor                          | Distribuție                                                                                 | Țara                                                                               | Sub-Gen /Note                                  |
| The Alien Factor                                                    | Donald M. Dohler                 | Don Leifert, Tom Griffith, Richard Dyszel                                                   | Statele Unite ale Americii                                                         |                                                |
| The Boys from Brazil                                                | Franklin J. Schaffner            | Gregory Peck, Laurence Olivier, James Mason                                                 | Statele Unite ale Americii                                                         |                                                |
| Capricorn One                                                       | Peter Hyams                      | Elliott Gould, James Brolin, Brenda Vaccaro                                                 | Statele Unite ale Americii                                                         |                                                |
| The Cat from Outer Space                                            | Norman Tokar                     | Ken Berry, Sandy Duncan, Harry Morgan                                                       | Statele Unite ale Americii                                                         |                                                |
| Deathsport                                                          | Allan Arkush, Henry Suso         | David Carradine, Claudia Jennings, Richard Lynch                                            | Statele Unite ale Americii                                                         |                                                |
| Le gendarme et les extra-terrestres                                 | Jean Girault                     | Louis de Funès, Michel Galabru, Jean-Pierre Rambal                                          | Franța                                                                             |                                                |
| Invasion of the Body Snatchers                                      | Philip Kaufman                   | Donald Sutherland, Brooke Adams, Leonard Nimoy, Jeff Goldblum, Veronica Cartwright          | Statele Unite ale Americii                                                         | [ nb 14 ]                                      |
| The Kirlian Witness                                                 | Jonathan Sarno                   | Nancy Snyder, Joel Colodner, Nancy Boykin, Ted Leplat                                       | Statele Unite ale Americii                                                         | [ 28 ]                                         |
| Laserblast                                                          | Michael Rae                      | Kim Milford, Gianni Russo, Ron Masak                                                        | Statele Unite ale Americii                                                         |                                                |
| Message from Space                                                  | Kinji Fukasaku                   | Vic Morrow, Sonny Chiba, Philip Casnoff                                                     | Japonia                                                                            |                                                |
| Plague                                                              | Edward Hunt                      |                                                                                             | Canada                                                                             |                                                |
| Planet of Dinosaurs                                                 | James K. Shea                    | Max Thayer, James Whitworth                                                                 | Statele Unite ale Americii                                                         |                                                |
| Return from Witch Mountain                                          | John Hough                       | Kim Richards, Ike Eisenmann, Bette Davis, Christopher Lee                                   | Statele Unite ale Americii                                                         |                                                |
| Superman                                                            | Richard Donner                   | Marlon Brando, Gene Hackman, Christopher Reeve, Jackie Cooper, Margot Kidder, Ned Beatty    | Regatul Unit al Marii Britanii și al Irlandei de Nord · Statele Unite ale Americii | [ nb 15 ]                                      |
| Test pilota Pirxa                                                   | Marek Piestrak                   | Sergei Desnitsky, Alexander Kaidanovsky, Vladimir Ivashov                                   | Uniunea Republicilor Sovietice Socialiste · Polonia                                | [ 29 ]                                         |
| Warlords of Atlantis                                                | Kevin Connor                     | Doug McClure, Peter Gilmore, Shane Rimmer                                                   | Regatul Unit al Marii Britanii și al Irlandei de Nord                              |                                                |
| 1979                                                                |                                  |                                                                                             |                                                                                    |                                                |
| Titlu                                                               | Regizor                          | Distribuție                                                                                 | Țara                                                                               | Sub-Gen /Note                                  |
| Alien                                                               | Ridley Scott                     | Tom Skerritt, Sigourney Weaver, Yaphet Kotto, Harry Dean Stanton, John Hurt, Ian Holm       | Regatul Unit al Marii Britanii și al Irlandei de Nord · Statele Unite ale Americii | [ nb 16 ]                                      |
| The Alien Encounters                                                | Edward Hunt                      | Helen Shaver, Kurt Schiegl                                                                  | Canada                                                                             |                                                |
| The Black Hole                                                      | Gary Nelson                      | Maximilian Schell, Anthony Perkins, Robert Forster, Joseph Bottoms, Yvette Mimieux          | Statele Unite ale Americii                                                         |                                                |
| The Brood                                                           | David Cronenberg                 | Oliver Reed, Samantha Eggar, Art Hindle                                                     | Canada                                                                             |                                                |
| The Dark                                                            | John Cardos                      | William Devane, Cathy Lee Crosby, Richard Jaeckel                                           | Statele Unite ale Americii                                                         |                                                |
| G.I. Samurai                                                        | Kosei Saito                      | Sonny Chiba, Isao Natsuki, Miyuki Ono                                                       | Japonia                                                                            |                                                |
| Island of Mutations                                                 | Sergio Martino                   | Claudio Cassinelli, Richard Johnson, Barbara Bach                                           | Italia                                                                             |                                                |
| Mad Max                                                             | George Miller                    | Mel Gibson, Joanne Samuel, Hugh Keays-Byrne                                                 | Australia                                                                          |                                                |
| Meteor                                                              | Ronald Neame                     | Sean Connery, Natalie Wood, Karl Malden, Brian Keith, Martin Landau, Henry Fonda            | Statele Unite ale Americii                                                         |                                                |
| Moonraker                                                           | Lewis Gilbert                    | Roger Moore, Lois Chiles, Michel Lonsdale                                                   | Regatul Unit al Marii Britanii și al Irlandei de Nord · Franța                     |                                                |
| Quintet                                                             | Robert Altman                    | Paul Newman, Vittorio Gassman, Fernando Rey                                                 | Statele Unite ale Americii                                                         |                                                |
| Stalker                                                             | Andrei Tarkovsky                 | Alexander Kaidanovsky, Anatoli Solonitsyn, Nikolai Grinko                                   | Uniunea Republicilor Sovietice Socialiste                                          |                                                |
| Star Trek: The Motion Picture                                       | Robert Wise                      | William Shatner, Leonard Nimoy, DeForest Kelley, Persis Khambatta, Stephen Collins          | Statele Unite ale Americii                                                         |                                                |
| Starcrash                                                           | Luigi Cozzi                      | Marjoe Gortner, Caroline Munro, Christopher Plummer, David Hasselhoff, Joe Spinell          | Italia · Statele Unite ale Americii                                                |                                                |
| Time After Time                                                     | Nicholas Meyer                   | Malcolm McDowell, David Warner, Mary Steenburgen                                            | Statele Unite ale Americii                                                         |                                                |
| Unidentified Flying Oddball                                         | Russ Mayberry                    | Dennis Dugan, Sheila White, Jim Dale, Ron Moody, Kenneth More                               | Regatul Unit al Marii Britanii și al Irlandei de Nord                              |                                                |